# Monte Sinabung
Il Monte Sinabung (Gunung Sinabung in indonesiano) è uno stratovulcano dell'Indonesia la cui altezza è di 2.460 metri s.l.m., la cui formazione risale al Pleistocene, situato sull'isola di Sumatra, nelle immediate vicinanze di un altro vulcano: il Sibayak.

La sua ultima eruzione iniziata nel novembre del 2013, è avvenuta dopo circa 400 anni dall'ultimo fenomeno ma a giugno del 2019 si è risvegliato originando una nube di cenere alta circa 2 km.
Il Vulcano si trova nell'Arco della Sonda una catena vulcanica che unisce la Cintura Alpide con la Cintura di fuoco. È costituito da quattro crateri formati da andesite e dacite, uno solo dei quali risulta essere attivo.

## Eruzione dell'agosto 2010
Il Sinabung entrò in eruzione poco dopo la mezzanotte del 29 agosto 2010. L'ultima fumarola registrata porta la data del 1912. Nel suo primo evento a partire dal XVII secolo, espulse una nube di fumo e cenere che raggiunse i 1.500 metri sopra la cima. Non si sono avute vittime dirette a causa del fenomeno.
Alcuni giorni prima si erano segnalati da parte del "Centro di vulcanologia dell'Indonesia", brontolii ed emissioni di lava. Dopo l'inizio dell'attività eruttiva, l'andamento è andato progressivamente decrescendo.
Il 7 settembre è avvenuta una nuova eruzione, la più violenta dal risveglio di pochi giorni prima.
Il vulcano ha nuovamente ripreso la sua fase eruttiva il 18 novembre 2013; nella notte tra il 24 ed il 25 dello stesso mese vi sono state otto esplosioni che hanno causato la caduta di diversi massi su un'ampia area, il lancio di cenere rovente fino a 8 km di altezza e costringendo migliaia di persone a fuggire.
Il 1º febbraio 2014, una nuova eruzione molto potente ha rilasciato lapilli e ceneri che hanno raggiunto i duemila metri d'altitudine. Il bilancio provvisorio è di 14 morti.
Il 10 marzo 2018, solo un giorno dopo che le autorità avevano consentito a migliaia di residenti di tornare alle loro dimore, erutta nuovamente causando un bilancio immediato di 16 vittime.

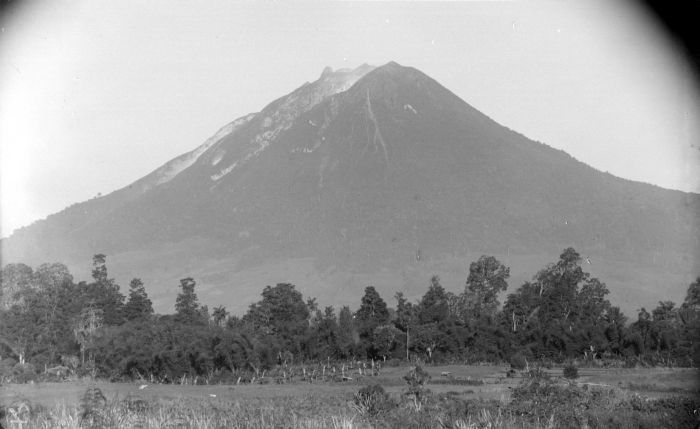
Il Monte Sinabung in un'immagine dell'inizio del XX secolo.

## Eruzione dell'agosto 2020
Il 10 agosto 2020, il Monte Sinabung è esploso producendo una colonna eruttiva di materiali vulcanici alta fino a 5.000 metri (16.400 piedi) nel cielo.